# 高雄市私立三信高級家事商業職業學校
高雄市私立三信高級家事商業職業學校，簡稱三信家商。是一所位於台灣高雄市苓雅區的技術型高級中等學校。該校名稱來自其創辦者高雄市第三信用合作社。

## 歷史
- 1956年1月10日，高雄市第三信用合作社召開社員代表大決議創辦「三信高級商業職業學校」。
- 1958年4月27日，高雄市第三信用合作社理事主席林瓊瑤於現址五塊厝親自主持動土，興建校舍，並定是日為該校之校慶。8月9日，奉准設立高商校名為「臺灣省高雄市私立三信高級商業職業學校」。
- 1959年7月18日，奉准改為完全商職校名「臺灣省高雄市私立三信商業職業學校」。
- 1960年6月25日，奉准撤銷改制專辦高中「臺灣省高雄市私立三信高級商業職業學校」。
- 1964年6月9日，奉准改為完全商職校名為「臺灣省高雄市私立三信高級商業職業學校」。
- 1974年3月15日，初級部廢止改校名為「臺灣省高雄市私立三信高級商業職業學校」。
- 1979年8月1日高，雄市改為院轄市更正校名「高雄市私立三信高級商業職業學校」。
- 1988年1月18日，增設家科，更改校名為「高雄市私立三信高級家事商業職業學校」。
- 2019年2月20日，高雄市文化局將1963年所建的「高雄市私立三信家商波浪教室」[2]、「高雄市私立三信家商學生活動中心」[3]登錄為高雄市歷史建築。

## 建築特色
校內波浪大樓及圖書館(創學中心)被中華民國文化部列為台灣二次大戰後的重要建築，為陳仁和作品。

## 棒球隊
1958年9月成軍，於1960年代初期成為南部兩大勁旅(另一隊為南英商工)，但至1970年代，由於兵源不繼，歷年的全國青棒選拔賽大多缺席，1980年代初，因網羅郭進興，涂鴻欽等好手，曾一度有復興的跡象，可惜在1983年因球隊開銷過大以及教練許春權因病過世後，球員管理出現問題，導致學校董事會決議解散球隊，剩下的在校生如陳順在，楊章鑫，黃森泰，陳昭安，連德政，陳政賢等球員在棒壇人士安排之下，由台中市新民商工接手。
2003年6月，因應高中棒球的興盛，球隊重新成立，並由高雄市棒壇耆宿王正輝掌軍。
2016年，校方和董事會決議，因少子化及經費問題，三信家商棒球隊於105學年度、暑假起暫時停止招生；2018年6月在19名高三球員畢業後球隊等同宣告解散。

## 著名校友
- 林孟丹：前高雄市議員。
- 許崑源：高雄市議長、高雄市議員。
- 陳珮騏：台灣女演員。代表作品為《真情滿天下》、《天下父母心》、《家和萬事興》、《牽手》、《世間情》、《甘味人生》、《一家人》、《金家好媳婦》。
- 蔡百峻：台灣生態攝影師。以蝴蝶為拍攝主題而聞名，在臺灣有「蝴蝶先生」之譽。
- 洪正敏：攝影師，作品獲選為省美館的典藏。
- 鄧崑耀：世界客屬總會高雄分會的理事長、高雄市客家文化事務基金會董事長。
- 龔惠君：2006年世界盃調酒大賽傳統調酒組冠軍。
- 蘇禹綾：兒童電視節目主持人，藝名番茄姐姐，現擔任東森幼幼台節目主持人。
- 許博勝：2007年第56屆世界盃調酒大賽花式季軍、2010年第59屆世界盃調酒大賽花式季軍、2012年第21屆亞洲盃花式冠軍。
- 宋榮泰：台灣職業棒球選手。
- 郭進興：台灣職業棒球選手。
- 涂鴻欽：台灣職業棒球選手。
- 王躍霖：台灣職業棒球選手。
- 王梓安：台灣職業棒球選手。
- 羅華韋：台灣職業棒球選手。
- 羅國華：台灣職業棒球選手。
- 耿健輝：台灣職業棒球選手。
- 孫長川：台灣職業棒球選手。
- 謝長融：台灣職業棒球選手。
- 王英山：台灣職業棒球選手。
- 林志洋：台灣職業棒球選手。
- 林子昱：台灣職業棒球選手。
- 蕭湘凌：中華台北女子排球代表隊成員。
- 楊孟樺：中華台北女子排球代表隊成員。
- 謝苡縥：中華台北女子排球代表隊成員。

## 外部連結
- 私立三信家商 （页面存档备份，存于）
- 高雄市三信家商樂旗隊 （页面存档备份，存于）
- 高雄市私立三信高級家事商業職業學校在台灣棒球維基館上的頁面（繁體中文）